# Lokua Kanza
Pascal Lokua Kanza, meglio noto come Lokua Kanza (Bukavu, 22 aprile 1958), è un cantante e compositore della Repubblica Democratica del Congo.
Canta in francese, inglese e lingala.

## Biografia
Kanza nacque a Bukavu, nella provincia del Kivu Sud, nella Repubblica Democratica del Congo orientale. Suo padre era un capitano di nave di etnia mongo, mentre sua madre era un tutsi proveniente dal Ruanda. Nel 1964 la famiglia si trasferì a Kinshasa. In seguito alla morte del padre, Kanza, che era il maggiore di otto fratelli, dovette mantenere la propria famiglia, riuscendo comunque a frequentare la scuola e a cantare nel coro della chiesa locale.

## Discografia
- Lokua Kanza (1993, Universal)
- Wapi Yo (1995, BMG)
- 3 (1998, Universal)
- Toyebi Te (2002, Universal)
- Plus Vivant (2005, Universal)
- Nkolo (2010, Harmonia Mundi)

## Filmografia
- Adanggaman, regia di Roger Gnoan M'Bala (2000)